# Anosowo (rejon krasninski)
Anosowo (ros. Аносово) – wieś (ros. деревня, trb. dieriewnia) w zachodniej Rosji, w osiedlu wiejskim Mierlinskoje rejonu krasninskiego w obwodzie smoleńskim.

## Geografia
Miejscowość położona jest w dorzeczu Wstiesny, 2 km od drogi federalnej R135 (Smoleńsk – Krasnyj – Gusino), 2,5 km od centrum administracyjnego osiedla wiejskiego (Mierlino), 8 km od centrum administracyjnego rejonu (Krasnyj), 38,5 km od Smoleńska, 18 km od najbliższego przystanku kolejowego (Wielino).
W granicach miejscowości znajdują się ulice: Centralnaja, Ługowaja, Oziornaja, Polewaja.

## Demografia
W 2010 r. miejscowość liczyła 9 mieszkańców.